# Andrea Arsović
Andrea Arsović (serb. Андреа Арсовић; ur. 5 lutego 1987 r. w Drvarze) – serbska strzelczyni specjalizująca się w strzelaniu z karabinu, dwukrotna brązowa medalistka mistrzostw świata, wielokrotna mistrzyni Europy, złota medalistka igrzysk europejskich, uczestniczka Letnich Igrzysk Olimpijskich 2012 i Letnich Igrzysk Olimpijskich 2016.

## Igrzyska olimpijskie
Na igrzyskach zadebiutowała w 2012 roku w Londynie. W zawodach karabinu pneumatycznego zajęła 15. miejsce, zaś w karabinie dowolnym w trzech pozycjach – 27. Cztery lata później w Rio de Janeiro zajęła w tych samych konkurencjach odpowiednio 26. i 28. miejsce.
| Igrzyska | Miejscowość    | Konkurencja                         | Kwalifikacje | Kwalifikacje | Finał                   | Finał                   |
| Igrzyska | Miejscowość    | Konkurencja                         | Wynik        | Pozycja      | Wynik                   | Pozycja                 |
| -------- | -------------- | ----------------------------------- | ------------ | ------------ | ----------------------- | ----------------------- |
| IO 2012  | Londyn         | Karabin pneumatyczny, 10 m          | 395          | 15.          | Nie zakwalifikowała się | Nie zakwalifikowała się |
| IO 2012  | Londyn         | Karabin dowolny, trzy pozycje, 50 m | 577          | 27.          | Nie zakwalifikowała się | Nie zakwalifikowała się |
| IO 2016  | Rio de Janeiro | Karabin pneumatyczny, 10 m          | 413,5        | 26.          | Nie zakwalifikowała się | Nie zakwalifikowała się |
| IO 2016  | Rio de Janeiro | Karabin dowolny, trzy pozycje, 50 m | 573          | 28.          | Nie zakwalifikowała się | Nie zakwalifikowała się |